# Epallia exigua
Epallia exigua är en insektsart som beskrevs av Sjöstedt 1931. Epallia exigua ingår i släktet Epallia och familjen gräshoppor. Inga underarter finns listade i Catalogue of Life.